# Geophis fulvoguttatus
Geophis fulvoguttatus este o specie de șerpi din genul Geophis, familia Colubridae, descrisă de Mertens în anul 1952. Conform Catalogue of Life specia Geophis fulvoguttatus nu are subspecii cunoscute.